# 異位性皮膚炎
異位性皮膚炎（atopic dermatitis，AD）又称特应性皮炎、遗传过敏性皮炎、異位性濕疹（atopic eczema），
是一种与过敏体质有关的慢性炎症性皮肤病，是湿疹的临床类型之一。其复杂的发病机制涉及遗传易感性，免疫和表皮屏障功能障碍以及环境因素；表现为瘙痒、多形性皮损并有渗出倾向，常伴发哮喘、过敏性鼻炎。瘙痒是其原发症状，而皮损可表现为轻度的红斑、紅腫、皮膚龜裂，乃至红皮病、严重的苔藓样变。发生于四肢弯曲处的異位性皮膚炎，古称“四弯风”。
發炎區域常有清澈液體流出，液體會隨著發炎時間越久而越濃。異位性皮膚炎常初發於孩提時期，嚴重程度則隨年紀變化：未滿足歲的孩童身上紅疹常遍布全身；年紀稍大時影響範圍則主要位於膕窩及肘窩處；成人則好發於手腳。抓搔病灶會使症狀惡化，並提升皮膚感染的風險。許多患者常合併有過敏性鼻炎及哮喘的症狀。
異位性皮膚炎的真正原因目前仍不清楚，但一般相信與遺傳學、免疫功能異常、環境因子，以及皮膚穿透性過低有關。如果雙胞胎中有一人是異位性皮膚炎的患者，那麼另一個有 85% 的機率也患有該病症。另外居住於都市及乾燥區的民眾也較容易罹患異位性皮膚炎。太常洗手及暴露於某些化學因子會使症狀惡化。情緒壓力不會導致異位性皮膚炎，但也可能使症狀惡化。異位性皮膚炎並非傳染病。診斷需依據症狀及徵象做判斷，且必須排除接觸性皮炎、銀屑病、脂溢性皮炎等疾病才能確診。
異位性皮膚炎的治療包含避免接觸風險因子。儘量維持每日沐浴，並浴後塗敷潤膚膏的習慣。病灶處可以塗抹類固醇軟膏，並給予止癢藥物。可能造成症狀惡化的因子包含穿著羊毛衣物、使用肥皂及香水、氯、灰塵，以及菸。光照治療對於某些人可能有效。當治療無效時可以嘗試口服類固醇，如果有細菌感染視情況合併外用或口服抗生素。如果懷疑皮膚炎是由食物過敏引起，則需嘗試改變飲食。
全球有五分之一的人口在人生中的某個階段受到異位性皮膚炎影響，其中又以孩童居多。男性和女性之間的盛行率則無顯著差異，有些人的症狀會自動改善。異位性皮膚炎有時稱為濕疹，但這個詞包含其他皮膚狀態，較無特異性。 其他同樣描述這種疾病的詞彙還有「嬰兒濕疹」（Infantile eczema）、「屈部濕疹」（Flexural eczema）、「貝尼耶素質性癢疹」（prurigo Besnier）、「過敏性濕疹」（allergic eczema），以及「神經性皮炎」（neurodermatitis）。在某些研究中發現了過度活躍症（ADHD）和心臟病之類的疾病與異位性皮膚炎有關。

## 发病機制
異位性皮膚炎的发病机制较为复杂，其中皮肤屏障功能受损是核心环节之一。其机制包括丝聚蛋白与抑菌肽减少、蛋白酶及蛋白酶抑制剂平衡紊乱等。丝聚蛋白减少会使酸性分解产物生成不足，导致皮肤表面pH升高。高pH环境可改变多种蛋白酶和水通道蛋白的活性，削弱表皮的水合作用，加快角质层脱屑，并增加表皮通透性；抑菌肽（如LL-37与HBD-2）的减少会降低皮肤抵御微生物的能力。
上述变化促使过敏原与微生物更易透过皮肤屏障，从而激活以白细胞介素-4（IL-4）、白细胞介素-13（IL-13）为代表的2型免疫反应。这类免疫介质促进免疫球蛋白E（IgE）的产生，诱发瘙痒与搔抓行为，进一步损害皮肤屏障，并减少角质层及紧密连接蛋白的表达。这一系列病理过程不仅为微生物（包括真菌）的异常定植创造条件，还会维持并加重局部及全身的炎症反应。

## 診斷
異位性皮膚炎是指因遺傳導致皮膚異常因而病變，會反覆發作且搔癢難當即異常敏感，癢也是異位性皮膚炎最主要的特徵，同時易伴隨其它過敏性體質，目前發病機制仍然未解。
初次發作多於嬰幼兒時期，總病患大約占總嬰幼兒3%~5%，約30%的病患於1歲~5歲時發病，約有20%氣喘病童會同時有此病症，更約有50%的異位性皮膚炎患者合併帶有氣喘、過敏性鼻炎的問題，此類病患通稱異位性體質，症狀可持續數年到十數年不等。但通常在病情獲得控制下，隨著年紀的增長有半數以上的病人慢慢好轉而痊癒。

### 判斷
臨床學上診斷判定異位性皮膚炎的條件，須符合下列條件三項或以上：
- 皮膚搔癢
- 濕疹樣皮膚炎或苔癬化皮膚炎，同時病灶符合位置[註 1]
- 持續慢性或反覆性皮膚炎長達六個月以上
- 個人或家族有異位性體質[註 2]

### 分期
目前醫學臨床上將此症分為三期：
1. 嬰兒期：多數病患於2~3個月大時即開始發病，並持續約2~3年；多半在雙頰、前額及頭皮顯現，常見的症狀為乾冷時兩頰變得乾燥、發紅、脫皮，但嘴部和鼻部外側周圍正常，同時下巴亦顯現病症[註 3]，嚴重的甚至會造成口唇周圍結痂、分泌物、脫皮；而此時嬰兒易因病症的刺激而不安、躁動、不易入睡；但與尿布疹不同，包尿布部位通常不會發作。約50%病患可於兩歲前痊癒，但其餘則會延續至兒童期。
2. 兒童期：此時期會「癢疹型」或「苔蘚化」造成灰褐色皮屑、皮膚變厚、粗糙且深的皮膚紋路或黑色素沉澱，主要顯現於手肘窩、膝窩頸部與手足關節處且對稱分佈[12]，衣物緊密包覆患症部位導致摩擦更會加重病情，或是兒童因搔癢而抓患部也會使症狀惡化，甚至成為一個惡性循環：「越癢越抓、越抓越癢！」；而冷、熱、乾燥的空氣、情緒、壓力的刺激……亦會加重病情等，若為增厚性乾燥病灶，經過度抓癢後，會破皮、濕潤、結痂。多數病患可於12歲前逐漸痊癒，極少部分病人會再延續至第三期。
3. 成人期：若非前兩期延續，則此時通常在青春期時發作，可能原因為荷爾蒙的改變或青春期的壓力；多為慢性濕疹性狀況，好發於手肘窩、膝窩、頸項、前胸部、手腕、足關節……，一般而言病患應在30歲前後可痊癒。另外，女性生產後異位性膚炎發作的案例也常發現。

### 異位性體質
臨床上，診斷異位性皮膚炎，通常會藉由視診，判斷患者是否亦為異位性體質：
- 四肢屈側的皮膚炎
- 手部產生溼疹
- 眼睛周圍產生溼疹
- 肛門及生殖器周圍產生慢性皮膚炎
- 任何面積最大的地方，例：肚子、乳頭、手掌、腳背、內耳道、脖子、腋下、大腿、臀部

## 治療
異位性皮膚炎是一種慢性皮膚病，因此治療過程需要長時間耐心配合，配合醫師的治療；一般投以外用類固醇藥膏及止癢的抗組織胺藥口服藥，若有感染問題則併用抗生素，而極少數急性嚴重發作則可以口服的類固醇快速改善症狀，但副作用大，因此須由醫師判斷後使用。
嚴重反覆發作的孩子，則建議做進一步的『特異性IgE抗體、過敏性皮膚測試（針刺檢查）、貼布試驗』等檢驗，可提早找出過敏原以作為預防。
提高肌膚保濕功能與屏護力是照護異位性皮膚炎的首要步驟，患者不可輕忽。
近幾年來，開始有皮膚科醫師用濕敷療法，做為異位性皮膚炎的第一線治療。針對比較嚴重、病灶面積大、年紀小的嬰幼兒，考量到很多全身性治療的可能風險，濕敷療法就成了另一項治療利器。
新一代治療藥物主成分他克莫司或杜匹鲁单抗，可選擇性的抑制免疫細胞合成細胞激素的功能，而改變發炎細胞的表面抗原，但並不會影響纖維母細胞合成膠原蛋白的能力，因此明顯降低副作用，效果較目前一線藥物類固醇藥膏緩慢，投藥初期會有輕微灼熱、刺癢感，短時間即會消失，且若投藥量控制得宜即無全身性副作用，但此成分禁止使用於感染性皮膚病灶，同時使用期間需避免日曬或紫外線照射。

## 改善
目前就診時多會針對病患提出建議以改善病情，而原則上皆是盡量避免刺激、遠離病原體、降低雷剛受損：
- 剪短指甲，避免無意識搔抓時造成皮膚嚴重損傷
- 避免過度沐浴及少用肥皂或含有藥性、皂鹼、香精之清潔劑，避免皮脂流失而使皮膚乾燥，可選用天然植物成份(如超濃縮葵花子油)之清潔嫩膚產品，以維護肌膚脂質。[15][16]
- 用溫水盥洗，避免酸鹼值高的清潔劑與洗衣劑，並應洗淨無殘留，以免刺激皮膚
- 沐浴後及乾冷時可塗抹適量無刺激（藥性、香精、防腐劑）的潤膚劑[12]
- 遠離用香水、芳香劑、蚊香、樟腦丸、殺蟲劑等刺激物質或氣味
- 穿著棉質衣物，避免穿著易造成刺激的羊毛、尼龍材質。
- 被子的選擇可選用蠶絲或化學材質，勿使用毛毯，易纏有塵螨。[17][18]
- 避免衣物粗糙、過緊而造成摩擦刺激加重病情
- 高溫時保持涼爽避免流汗與太陽直接照射，汗水及陽光皆會刺激皮膚
- 避免接觸與動物（寵物）皮屑、毛髮、排泄物接觸，此類物體中皆含大量易刺激病原體
- 不鋪地毯、草蓆榻榻米，遠離毛絨玩具，以免縫隙中孳生病原體
- 將厚窗簾布替換為百葉窗，灰塵易堆積於厚窗簾布上
- 周圍相对湿度保持50~65%間，同時避免溫差過大，患者極易因過度敏感而發作
- 使用空氣過濾器減少黴菌生長，並應定期更換濾網
- 每週並以高溫清洗寢具，減少含菌數
- 時常清掃環境減少灰塵，降低刺激原
- 禁菸並遠離二手菸，菸中所含化學物質為體內免疫系統的大敵
- 部分患者避免食用牛奶、蛋、魚、小麥、花生、大豆，少數患者對其中食物過敏
- 減少情緒波動與精神壓力，經證實負面情緒與精神壓力會導致內分泌失調
- 皮膚傷口須小心處理，避免引發感染

### 引用
1. 1 2  郑媛媛; 李东明. . 菌物学报. 2025, 44 (2): 240244  [2025-08-13]. doi:10.13346/j.mycosystema.240244.
2. 1 2 3 4 5 6 7 8 9 10  . National Institute of Arthritis and Musculoskeletal and Skin Diseases. May 2013  [19 June 2015]. （原始内容存档于2015-05-30）.
3. 1 2 3 4 5 6 7 8  Tollefson, MM; Bruckner, AL; SECTION ON, DERMATOLOGY; SECTION ON, DERMATOLOGY. . Pediatrics. December 2014, 134 (6): e1735–44. PMID 25422009. doi:10.1542/peds.2014-2812.
4. ↑  Williams, Hywel. . John Wiley & Sons. 2009: 128  [2016-06-18]. ISBN 9781444300178. （原始内容存档于2017-09-08）.
5. ↑  Thomsen, SF. . ISRN allergy. 2014, 2014: 354250. PMID 25006501. doi:10.1155/2014/354250.
6. ↑  Williams, Hywel C. . New York: Cambridge University Press. 2000: 10  [2016-06-18]. ISBN 9780521570756. （原始内容存档于2015-06-19）.
7. ↑  . allergy.ibighealth.com.   [2020-10-19]. （原始内容存档于2020-11-30） （中文（繁體））.
8. ↑  Goh, JPZ; Ruchti, F; Poh, SE; Koh, WLC; Tan, KY; Lim, YT; Thng, STG; Sobota, RM; Hoon, SS; Liu, C; O'Donoghue, AJ; LeibundGut-Landmann, S; Oon, HH; Li, H; Dawson TL, Jr. . Proceedings of the National Academy of Sciences of the United States of America. 2022-12-06, 119 (49): e2212533119. PMID 36442106. doi:10.1073/pnas.2212533119.
9. ↑  Koh, LF; Ong, RY; Common, JE. . Allergology international : official journal of the Japanese Society of Allergology. 2022-01, 71 (1): 31–39. PMID 34838450. doi:10.1016/j.alit.2021.11.001.
10. 1 2  Bigliardi, PL. . Current problems in dermatology. 2018, 54: 108–114. PMID 30130779. doi:10.1159/000489524.
11. ↑  Bieber, T; Paller, AS; Kabashima, K; Feely, M; Rueda, MJ; Ross Terres, JA; Wollenberg, A. . Journal of the European Academy of Dermatology and Venereology : JEADV. 2022-09, 36 (9): 1432–1449. PMID 35575442. doi:10.1111/jdv.18225.
12. 1 2  異位性膚質照護 的存檔，存档日期2009-10-20.
13. ↑  游懿聖 醫師. .   [2017-08-08]. （原始内容存档于2017-08-08）.
14. ↑  . U.S. Food and Drug Administration (FDA). 10 September 2019  [29 March 2017]. （原始内容存档于28 March 2017）.
15. ↑  如何選擇寶寶的沐浴用品 的存檔，存档日期2009-12-11.
16. ↑  乾燥敏感肌膚照護系列 的存檔，存档日期2009-05-11.
17. ↑  異位性皮膚炎 （页面存档备份，存于） - 義大醫院
18. ↑  蠶絲特性[永久]

## 外部連結
- 財團法人國家實驗研究院 國家高速網路與計算中心 氣喘格網 （页面存档备份，存于）
- 中央健康保險局北區分局 （页面存档备份，存于）
- 集智任務網 異位性皮膚炎主題
- 何美瑾(2010). 異位性皮膚炎 (Atopic dermatitis)‧皮膚專家健康網[永久]
- 異位性皮膚炎-李婉若 你的小孩得了異位性皮膚炎嗎??台灣皮膚科醫學會。[永久]
- 林祺彬(2010). 異位性皮膚炎的日常照顧與治療‧皮膚專家健康網。 （页面存档备份，存于）
- Atopic Dermatitis in children at Allergy UK
- NIH Handout on Health: Atopic Dermatitis （页面存档备份，存于）
- DermAtlas 9